# Елективне середовище

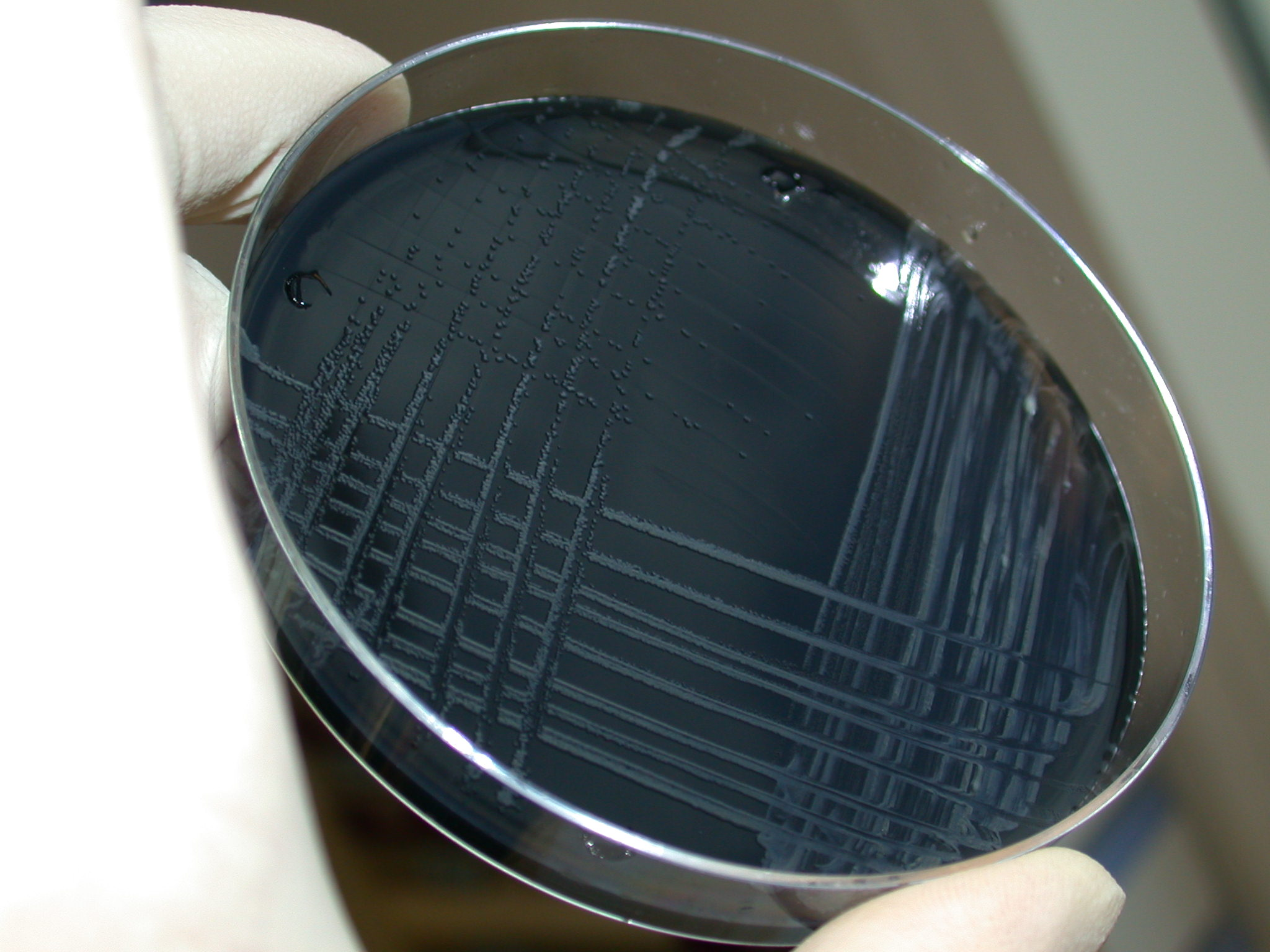
Елективне середовище для виділення бактерій роду Campylobacter

Елективне поживне середовище (фр. électif — вибраний) — термін у мікробіології, яким позначають спеціальні поживні середовища для вирощування певних видів мікроорганізмів. Це синтетичні середовища, в яких компоненти підібрані таким чином, що забезпечують перевагу у розвитку певного виду або групи близьких видів мікроорганізмів, та несприятливі для інших видів. Таке середовище можна створити, знаючи фізіологічні особливості дослідної групи бактерій. Елективні середовища застосовують для виділення певних видів з навколишнього середовища для дослідження у лабораторних умовах (зокрема виділення патогенних штамів у клінічних дослідженнях). Крім того у лабораторіях та на виробництві такі середовища дозволяють проводити дослідження у відносно нестерильних умовах. Термін був введений Виноградським.